# نوردهی هدف

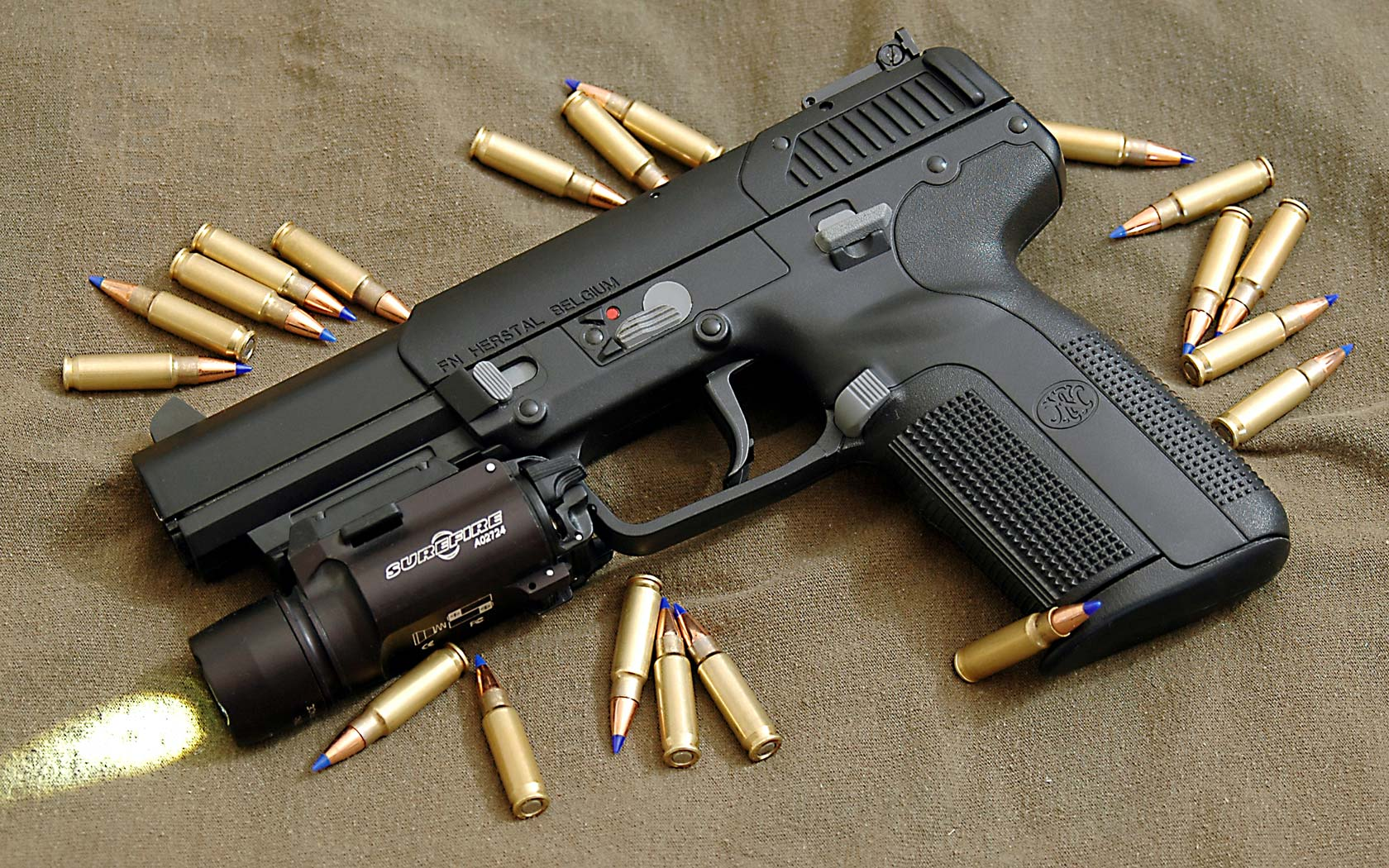
نوردهی هدف. نصب چراغ‌قوه تاکتیکی بر روی یک فایو سون.

در حوزه نظامی و انتظامی، نوردهی هدف از طریق چراغ‌قوه‌ای انجام می‌شود که همراه با سلاح گرم برای کمک به شناسایی هدف در نور کم استفاده می‌شود.
به این چراغ‌قوه همراه سلاح، چراغ تاکتیکی (انگلیسی: Tactical light) هم گفته می‌شود.
نوردهی هدف به تیرانداز، افسر اجرای قانون یا سرباز اجازه می‌دهد تا همزمان با سلاح خود نقطه را هدف گرفته و آن هدف را روشن‌تر کند. چراغ‌های تاکتیکی را می‌توان به صورت دستی و یا با سوار کردن آن به موازات لوله و مگسک سلاح به‌کار گرفت.
چراغ‌های تاکتیکی همچنین به عنوان یکی از روش‌های استفاده از نیروی غیرکشنده، برای کور کردن موقت و گیج کردن اهداف انسانی یا حیوانی استفاده می‌شود.